# 安娜·科纳内欣娜
安娜·亚历山德罗夫娜·科纳内欣娜（俄語：Анна Александровна Конаныхина，2004年9月10日—），俄罗斯女子跳水运动员，2020年欧洲游泳锦标赛女子10米跳台金牌得主、2025年世界游泳锦标赛混合双人10米跳台铜牌得主。